# Cappella di San Michele Arcangelo e della Visitazione di Maria
La cappella di San Michele Arcangelo e della Visitazione di Maria, a Livorno, si trova nei pressi dei cimiteri della Misericordia e della Purificazione, all'incrocio di alcuni importanti assi stradali.
L'edificio è proprietà del Comune di Livorno.

## Storia e descrizione
All'inizio del XVIII secolo fu promosso un progetto che prevedeva la costruzione di quindici cappelle lungo la via percorsa dai pellegrini diretti al santuario di Montenero.
In realtà furono innalzate solo due cappelle: la prima, dedicata ai misteri del Rosario, fu costruita nel 1701 in borgo dei Cappuccini, mentre la seconda, dedicata all'Arcangelo Michele e alla Visitazione di Maria, sorse nel 1703 lungo la via Roma, a spese della Società dei Cassieri di Livorno.
Quest'ultima, verso la fine dell'Ottocento fu affiancata da una barriera della cinta daziaria di Livorno (Barriera Roma, scomparsa, con la demolizione delle mura, nel corso del Novecento), la quale era costituita da due massicci edifici speculari.
All'epoca la cappella si trovava in stato di degrado, tanto che fu restaurata negli anni trenta del Novecento dall'ingegner Cipriani in memoria della moglie (come ricorda la scritta impressa nell'architrave).
A pianta centrale, coperta da una caratteristica cupola rialzata, è preceduta da un portico con arcate a tutto sesto, sul cui fronte fu impressa questa iscrizione:
Nel 2010 la lanterna cieca della cupola è stata abbattuta.